# 暗黑街之牙
暗黑街之牙（暗黒街の牙）是1962年的日本警匪片，本片由三橋達也和佐藤允等主演。

## 主要演員列表
- 木崎夏雄：三橋達也
- 木崎雄二：夏木陽介
- 津田武志：佐藤允
- 田島ハルミ：水野久美
- 次郎：伊吹徹
- 英子：若林映子
- 相原ユキ：濱美枝
- 周先生: 天本英世
- 針谷久平:田崎潤
- 高梨所長: 平田昭彥